# Prislich
Die Gemeinde Prislich gehört zum Amt Grabow im Landkreis Ludwigslust-Parchim in Mecklenburg-Vorpommern (Deutschland).

## Geografie und Verkehr
Der Ort Prislich, Kernort der Gemeinde, liegt etwa vier Kilometer östlich von Grabow im Südwesten Mecklenburg-Vorpommerns und ist umgeben von Ackerflächen mit vorwiegend kargen Sandböden und Wald. An der östlichen Gemeindegrenze fließt die Tarnitz südlich in Richtung Löcknitz. An der südlichen Grenze der Gemeinde markiert der Meynbach die Landesgrenze zu Brandenburg. Durch das Gemeindegebiet verläuft die Bahnstrecke Hamburg–Berlin. Der Bahnhof Grabow (Meckl) ist etwa fünf Kilometer von Prislich entfernt. Auch die Bundesstraße 5 und die Bundesautobahn 14 werden in bzw. bei Grabow erreicht.
Im östlichen Teil des Gemeindegebietes liegt der am 13. Juni 2004 nach Prislich eingemeindete Ort Werle. Zur Gemeinde gehören weiterhin die Ortsteile Prislich und Neese. Weitere Siedlungen sind Hühnerland und Marienhof.
Umgeben wird das Gebiet der Gemeinde Prislich von den Nachbargemeinden Zierzow im Nordosten, Balow im Südosten, Karstädt (Land Brandenburg) im Süden, Kremmin im Südwesten sowie Grabow im Westen und Nordwesten.

## Geschichte
Prislich wurde 1356 erstmals urkundlich erwähnt. Im Flurnamenatlas des südlichen Südwestmecklenburg wurde der Ort im Jahr 1424 als Prirtzwelke geführt. Weitere Schreibweisen im Laufe der Jahre waren Prytzlick (um 1500), Pritzellecke, Pritzlick (um 1545) und Pryslych, was so viel wie „kleine Siedlung nahe der Stadt“ bedeutete. Prislich ist von jeher landwirtschaftlich geprägt, bis 1945 war es ein reines Bauerndorf mit Großbauern, Büdnern und Häuslern. Neese hingegen war ein Gutsdorf.

### Ortsteil Werle
Die erste urkundliche Erwähnung Werles stammt aus dem Jahr 1356. Der Ort war ehemals ein Sackplatz- und Bauerndorf. Werle und Hühnerland befanden sich in ritterschaftlichem Besitz, vom Herrschaftssitz sind allerdings nur noch Parkanlagen vorhanden. Die Kirche ist eine gotische, einschiffige, flachgedeckte Feldsteinkirche ohne Turm. Nach einem Brand 1719 wurde sie neu errichtet und nach Osten in Fachwerk verlängert. Die Balkendecke von 1724 zeigt eine Ornamentbemalung. Durch den im gleichen Zeitraum entstandenen Kanzelaltar und das Gestühl ist eine seltene stilistische Einheitlichkeit erhalten. Die Kirche steht unter Denkmalschutz.

## Politik

### Gemeindevertretung und Bürgermeister
Der Gemeinderat besteht (inkl. Bürgermeister) aus 7 Mitgliedern. Die Wahl zum Gemeinderat am 26. Mai 2019 hatte folgende Ergebnisse:
| Partei/Bewerber            | Prozent | Sitze |
| -------------------------- | ------- | ----- |
| Einzelbewerber Klink       | 21,03   | 1     |
| Einzelbewerber Duske       | 15,60   | 1     |
| Einzelbewerber Siebert     | 15,43   | 1     |
| Einzelbewerber Winterfeldt | 13,88   | 1     |
| Einzelbewerber Witkowski   | 9,31    | 1     |
| Einzelbewerber Riechert    | 8,28    | 1     |
| Einzelbewerber Ronke       | 6,03    | 1     |

Bürgermeister der Gemeinde ist Günter Klink, er wurde mit 63,33 % der Stimmen gewählt.

### Dienstsiegel
Die Gemeinde verfügt über kein amtlich genehmigtes Hoheitszeichen, weder Wappen noch Flagge. Als Dienstsiegel wird das kleine Landessiegel mit dem Wappenbild des Landesteils Mecklenburg geführt. Es zeigt einen hersehenden Stierkopf mit abgerissenem Halsfell und Krone und der Umschrift „GEMEINDE PRISLICH“.

## Sehenswürdigkeiten
- Dorfkirche in Neese als Fachwerkbau von 1753
- Dorfkirche in Werle als spätgotischer, flachgedeckter Feldsteinbau, der nach 1719 restauriert und verlängert wurde; Balkendecke und Ausstattung von 1724.
- Gutshaus in Neese (Ruine)

→ Siehe auch Liste der Baudenkmale in Prislich

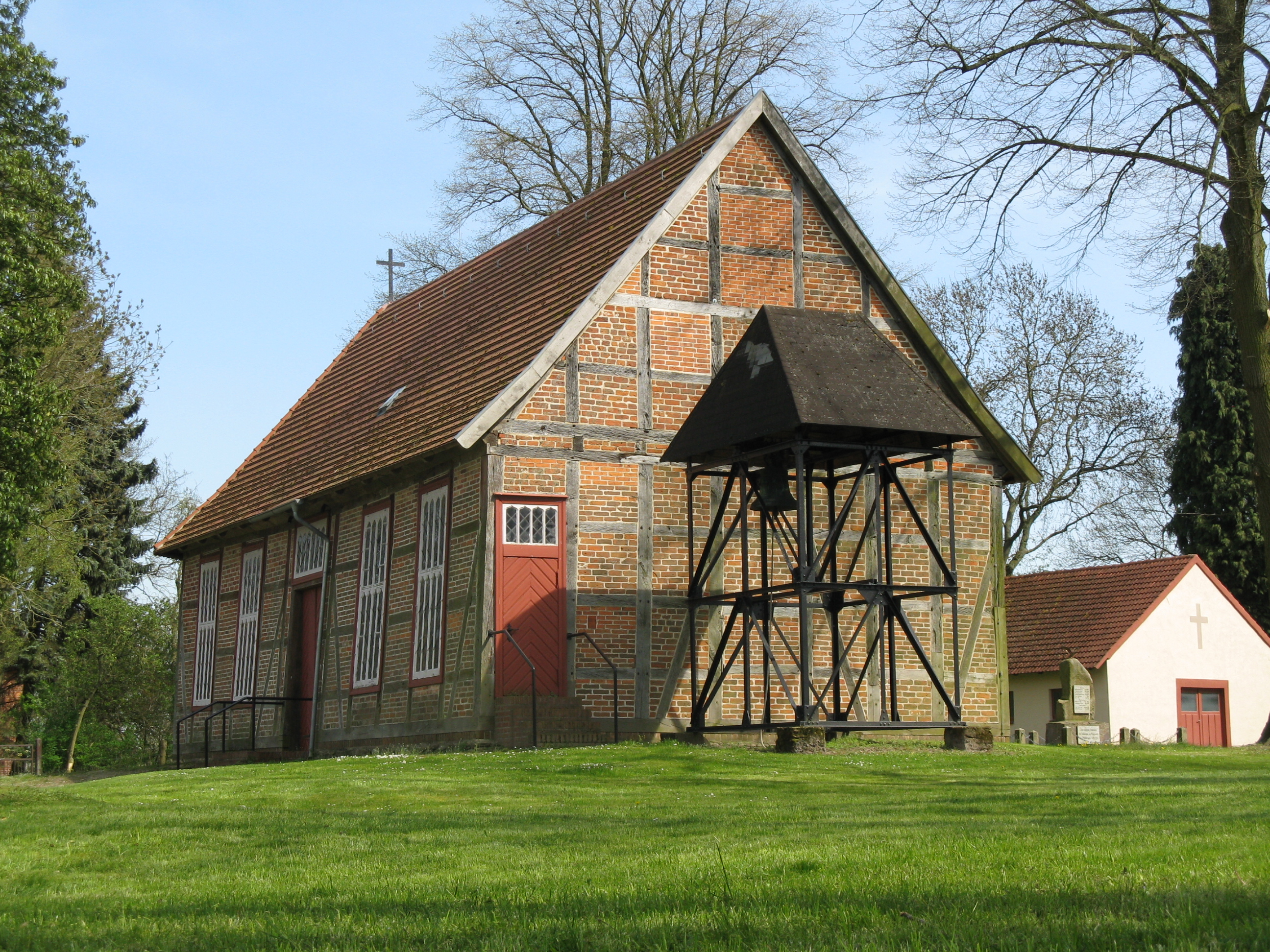
Dorfkirche in Neese
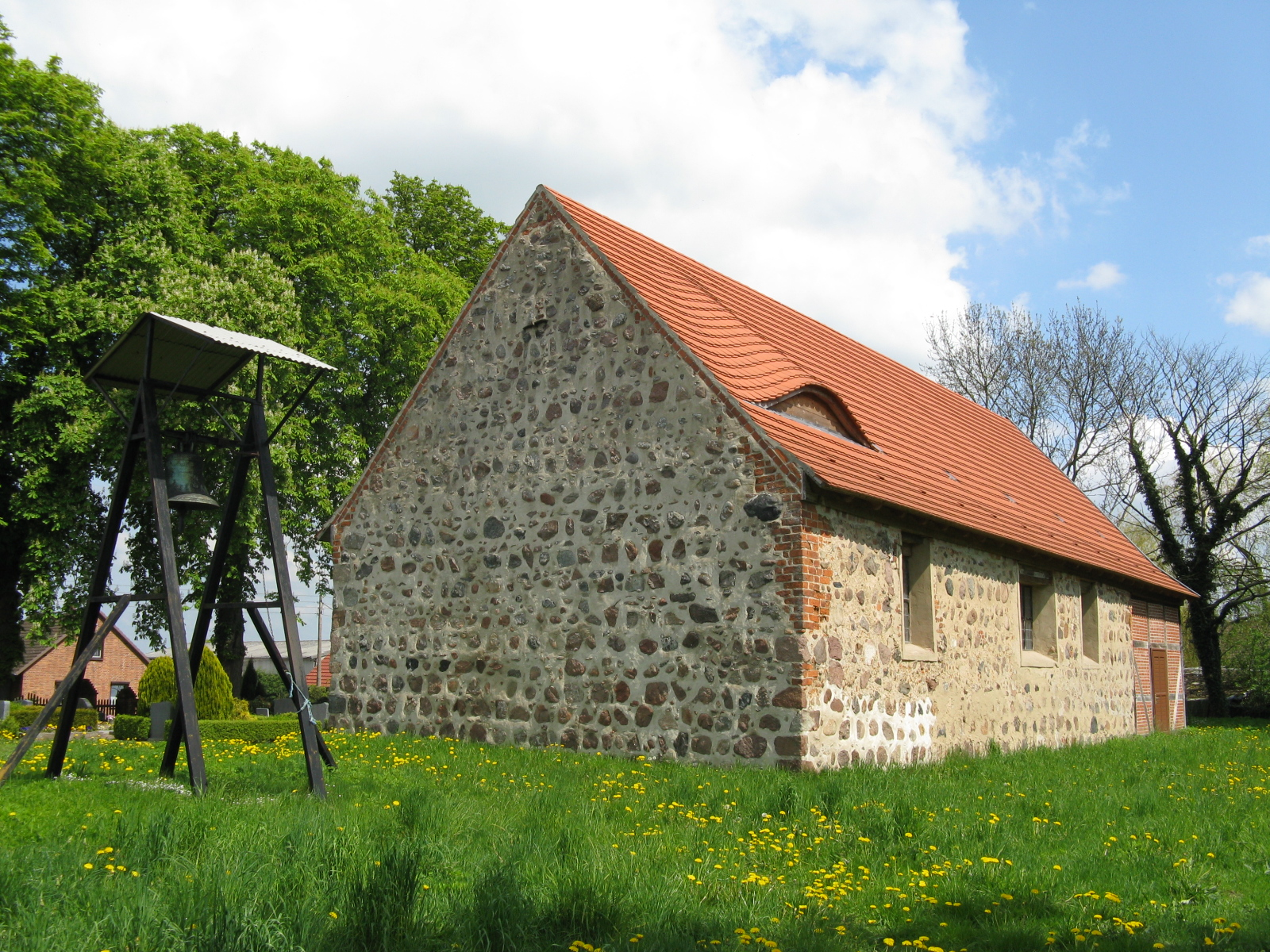
Dorfkirche in Werle